# Rosemary
Rosemary Pereira Gonçalves (Rio de Janeiro, 7 de dezembro de 1945), mais conhecida simplesmente como Rosemary, é uma cantora brasileira.

## Biografia
Rosemary, filha caçula e temporã, de ascendência espanhola e portuguesa, com mais três irmãos. D.Tereza, espanhola de Vigo, sempre esteve ao lado de sua filha Rosemary, dando-lhe a maior força.
Vivendo no mundo artístico desde muito cedo, cantando em programas infantis, sempre que podia, queria ir atrás de sua irmã "Terezinha", que fazia os comerciais ao vivo dentro do Programa do Chacrinha. Com isto teve a oportunidade de ser vista por grandes produtores e diretores de então, que viram a menina Rosemary com garra e vontade de crescer, alçar desde muito nova, voos altos, com sua determinação e vontade própria, pois já dizia que com seu talento lapidado através do estudo árduo e com o aprendizado constante, seria uma das grandes cantoras da MPB.
Enquanto acontecia o programa Jovem Guarda, da TV Record de São Paulo, com elenco próprio comandado por Roberto Carlos, Rosemary era contratada da TV Tupi do Rio de Janeiro e apresentava o programa Menina Moça, sob a direção de Eduardo Sidney. Neste período, apresentou também, o programa do diretor Alcino Diniz, Pisulino, onde ela contracenava com o boneco italiano que dava nome ao programa. Foi quando Boni entra para ser Diretor Geral da Rede Tupi e chama Rosemary para apresentar o programa Grande Parada. Como contratada da casa, começou a fazer todos os domingos, o programa Flavio Cavalcanti, de grande audiência na TV brasileira, em que Rosemary por votação popular da Revista Amiga da Editora Bloch, venceu juntamente com Ronnie Von, o concurso de “Os Cantores Mais Bonitos do Brasil”. Ainda na TV Tupi do Rio de Janeiro, sob a direção de Alcino Diniz, Rosemary foi apresentadora do especial feito para cantora Mireille Mathieu que havia vindo ao Brasil para participar do Prêmio Molière no Teatro Municipal do Rio de Janeiro. Rosemary também apresentou diretamente do Golden Room do Copacabana Palace, o especial da cantora americana, Rosemary Clooney.
Em 1970, Rosemary junta-se a família de Carmem Miranda e faz uma campanha para transformar o então Museu de Artes Populares, em Museu Carmen Miranda. Na época, todas suas roupas e pertences permaneciam neste local por anos, guardados em baús trazidos pela família que precisavam de cuidados urgentes. Para tanto Rosemary grava o single “Rosemary: Tributo a Carmen Miranda e Chiquinha Gonzaga”. Consegue pela primeira vez, com autorização da família, que nunca permitiu que ninguém tivesse acesso a seu acervo, utilizar suas roupas, aparecer em eventos e ser fotografada com as roupas originais de Carmen Miranda.
Dentro da década de 70, convidada por Ricardo Amaral e Aroldo Costa, estrela com grande sucesso na casa Sucata, que ficava na Lagoa Rodrigo de Freitas, o show "Nossa Escola de Samba".
Rosemary se dispôs nessa época a fazer vários testes com varias atrizes famosas da TV Globo para o papel de Marlene Hoffman onde teriam que cantar, interpretar e dançar na peça "Promessas e Promessas" do então, grande e famoso diretor teatral de grandes musicais, Victor Berbara. Rosemary ganhou o papel.
Em 1975, Rosemary começa a fazer os grandes musicais da TV Globo sob a direção de Augusto Cézar Vanucci, Walter Lasse, Walter Avancini e outros além de novelas. Contratada pela emissora, faz diversos programas destacando-se Programa do Gordo de Jô Soares, Brasil Pandeiro, Sandra e Miele.
Rosemary faz sua primeira viagem internacional para cantar na Cidade do Mexico. Seu sucesso foi tão grande que um ano depois, teve que voltar a mesma cidade para outro grande show. Nesse período, Rosemary começa a ser empresariada por Marcos Lasaro, empresário das estrelas.
“Rose, Rose, Rosemary” estreia em 1978, sendo seu primeiro grande show em palcos paulistas. Contratada por Abelardo Figueiredo, então diretor artistico da casa O Beco,  no período a mais famosa casa da noite paulistana, onde se apresentavam os maiores artistas  da MPB. Com uma produção Holliwoodiana que envolvia banda, backing vocals, bailarinos e chiquérrimos figurinos, Rosemary gravou ao vivo o seu álbum de mesmo nome, Rose, Rose, Rosemary que ficou em cartaz por nove meses.
Começava então uma nova trajetória de possibilidades, onde Rosemary realizava aquilo que sonhou quando menina: ser uma cantora que pudesse gravar suas músicas, representar, dançar, atuar e ser uma artista completa.
Rosemary faz uma viagem para Londres por sua gravadora, Continental Discos, para gravar 2 músicas que fariam parte de um single. Uma das canções foi "Nothing Has Changed" de Jeff Cristie, lider da Banda Cristie, que conheceu Rosemary em sua segunda viagem a Cidade do Mexico, onde trabalhou no então hotel Deauville.
Rosemary também realizou turnês no Brasil e em diferentes partes do mundo, dos Estados Unidos à China, dirigida por Abelardo Figueiredo. Foi a única cantora brasileira a se apresentar na Casa Branca, durante o governo de Jimmy Carter, que ficou encantado com ela. O mesmo aconteceu com o rei Hassan, de Marrocos, que chegou a lhe pedir que ficasse por tempo indeterminado em seu palácio. Ainda na década de 80, fez temporadas na França, Inglaterra, tornando-se assim, uma cantora internacional.
Em 1985, a cantora foi capa da Playboy na edição de março daquele ano.
Em 2006, esteve com o seu show em uma temporada na China, apresentando-se em 23 cidades chinesas.
Em 2014, foi contratada pelo SBT para fazer parte do reality show Esse Artista Sou Eu, comandado por Márcio Ballas. No programa a cantora surpreendeu com as performances de Amália Rodrigues, Virgínia Lane, Dalva de Oliveira e Gloria Estefan, porém no programa de estreia onde sagrou-se campeã, Rosemary encarregou-se de fazer a homenagem mais bem construída e caracterizada do programa: Hebe Camargo.

## Mangueira e as questões sociais
A cantora também é conhecida por sua paixão pela escola de samba carioca GRES Estação Primeira de Mangueira e foi a primeira estrela a desfilar como destaque no chão de uma escola no carnaval carioca.
Tem encabeçado movimentos importantes como o de tornar lei a filtragem sorológica para acabar com a contaminação nas transfusões de sangue e na criação do Museu Carmem Miranda. Ela também promoveu a campanha "Adote uma família Nordestina", que beneficiou 35 mil famílias, graças ao seu programa na Rádio Atual, que teve como patrono Frei Damião.
Em 2013, compareceu junto com outros artistas nas sessões do Congresso Nacional que discutiram e aprovaram a chamada PEC da música, que desonera a indústria fonográfica brasileira.

## Vida pessoal
Teve um relacionamento amoroso com o ex-jogador Sócrates, que na época era casado com sua primeira mulher, Regina. O relacionamento chegou ao fim em 2011.

## Discografia
78 rpm
• 1962 - Eu Sei (versão de I Know da cantora Barbara Jorge) / Reprovada (composição de Castro Perret e Leonel Cruz)

Compactos simples
- 1964 - Lágrimas de tristeza / Ninguém como você
- 1964 - Meu coração / Dança dos brotos
- 1964 - Vinte e quatro mil beijos / Que me importa o mundo
- 1965 - Como pode acontecer / Leva tudo contigo
- 1965 - Eu que não vivo sem ti / Juro por Deus
- 1966 - Feitiço de broto / O que tem você
- 1966 - Que bom seria / Amar e ser amada
- 1966 - Só não pode me faltar você / Amor de verdade
- 1967 - Uma tarde no circo / Não te quero mais
- 1968 - Garota hippie / Menino de rua
- 1968 - O Barco / Hei de ver
- 1969 - O mundo encantado das crianças / O que é que eu faço…
- 1971 - O amor que em mim ficou / Tema de Adão
- 1972 - Pros filhos do Zé / Noite Clara
- 1973 - Vem comigo / Janela do mundo
- 1973 - Quero ser sua / Você não vai dizer adeus
- 1974 - Vem bem / Uma nova vida
- 1976 - I love you / Nothing has changed
- 1977 - Um caso meu… / Meu amor
- 1978 - Solidão / Sem saber eu fui feliz
- 1982 - Joia / Emoções diferentes
- 1983 - Paixão / Ter sido tua, valeu
- 1985 - Carne e osso / Bye bye
- 1986 - Foram-se os anéis / Vestígios

Compactos duplos
- 1963 - Eu te seguirei / Broto para amar / Igual a ti… / Sempre aos domingos
- 1966 - Amar e ser amada/ Juro por Deus/ Que bom seria/ Eu que não vivo sem ti.
- 1967 - Uma tarde no circo/ Pode acontecer amanhã/ Não amor/ Canção desafinada.
- 1968 - Músicas do filme "Jovens prá Frente".
- 1970 - Camisa Listrada/ Ta hi/ Lua Branca/ Corta Jaca.
- 1974 - Quero ser sua/ Janela do mundo/ Você não vai dizer adeus/ Vem comigo.
- 1975 - Uma nova vida/ Quando você voltar/ Eu sei de tudo/ A noite do meu bem.
- 1976 - Hoje de manhã/ Nothing has changed/ I love you/ Eu não quero…eu preciso.
- 1978 - Cara para e trata as cuca/ Sem saber eu fui feliz/ Solidão/ Abrigo.

LPs e CDs
- 1964 - Igual a Ti Não Há Ninguém
- 1967 - Rosemary Feitiço de Broto
- 1974 - Rosemary Quero Ser Sua
- 1976 - Rose, Rose Rosemary
- 1988 - Rosemary Na Trilha dos Amores
- 1992 - Rosemary Mulher de Caminhoneiro
- 1993 - Rosemary Jogo Aberto
- 1996 - Rosemary Espelho
- 2000 - Popularidade…Rosemary
- 2002 - Grandes Sucessos de Rosemary
- 2006 - Mulheres de Mangueira